# 4012 Geballe
4012 Geballe eller 1978 VK9 är en asteroid i huvudbältet som upptäcktes den 7 november 1978 av de båda amerikanska astronomerna Eleanor F. Helin och Schelte J. Bus vid Palomarobservatoriet. Den är uppkallad efter astronomen Tom Geballe.
Asteroiden har en diameter på ungefär 5 kilometer och tillhör asteroidgruppen Flora.